# Al-Aziz (Ayyubide)
Al-Aziz Uthman (arabisch الملك العزيز عماد الدين أبو الفتح عثمان بن صلاح الدين يوسف, DMG al-Malik al-ʿAzīz ʿImād ad-Dīn Abū l-Fatḥ ʿUṯmān b. Ṣalāḥ ad-Dīn Yūsuf, * 1171 in Kairo; † 29. November 1198) war der zweite Sultan der Ayyubiden in Ägypten (1193–1198) und ein jüngerer Sohn Saladins. Zur Unterscheidung vom Fatimiden-Kalifen al-ʿAzīz (* 955, † 996) wird er häufig kurz mit al-Malik bezeichnet.

## Leben
Al-Aziz Uthman trat 1193 die Nachfolge von Saladin (1171–1193) als Sultan von Ägypten und Oberhaupt der Ayyubiden an. Allerdings hatte Saladin vor seinem Tod Syrien, Palästina und den Jemen an seinen Sohn al-Afdal, Nordsyrien an seinen Sohn az-Zahir und Nordmesopotamien an seinen Bruder al-Adil übertragen. Diese Teilung des Reiches führte bald zum Ausbruch von Machtkämpfen. Während dieser gelang es Saladins Bruder al-Adil, der sich mit az-Zahir verbündet hatte, 1196 al-Afdal zu stürzen und sich Syrien und Palästina anzueignen.
Ende des 12. Jahrhunderts ordnete er die Zerstörung der Pyramiden von Gizeh an, wobei es gelang, in die Mykerinos-Pyramide eine deutlich sichtbare Bresche zu schlagen. Das Zerstörungswerk wurde schließlich aufgegeben.
Als al-Aziz Uthman Ende 1198 starb, folgte ihm sein minderjähriger Sohn al-Mansur Muhammed. Die Minister des verstorbenen Sultans holten daraufhin al-Afdal aus dem Exil und machten ihn zum Regenten für seinen Neffen. Mehrere andere Ayyubiden-Fürsten unterstützten dieses Vorgehen, um ein Gegengewicht zu al-Adil zu schaffen. Ihre Einigkeit gegen al-Adil blieb aber halbherzig, so dass dieser 1200 in Ägypten einrücken, sich selbst zum Sultan erheben und seine ayyubidischen Verwandten unter seine Oberhoheit zwingen konnte.

## Privatleben
Al-Aziz besaß eine Sängersklavin namens Surur, die auch seine Konkubine war. Eine weitere seiner Konkubinen war die Sklavin Uluf.